# Estación Saboya
Saboya es una antigua estación ubicada en la comuna chilena de Los Sauces la Región de la Araucanía, que fue parte del ramal Renaico - Traiguén. Fue cabecera del subramal Saboya - Capitán Pastene.
- Datos: Q5844643